# PVK Jadran
El PVK Jadran (Plivački vaterpolo klub Jadran) és un club de waterpolo de la ciutat de Herceg Novi, a Montenegro.
Fundat el 1926 és un dels principals clubs del país en triomfs.

## Palmarès
- Lliga de Campions
  - Finalistes (1): 2003-04
- Copa LEN
  - Finalistes (1): 2018-19
- Lliga Adriàtica: 
  - Campions (2): 2009–10, 2010-11
  - Finalistes (2): 2008-09, 2016–17
- Lliga montenegrina: 
  - Campions (9): 2009, 2010, 2012, 2014, 2015, 2016, 2017, 2018, 2019
- Copa montenegrina
  - Campions (11): 2007, 2008, 2012, 2013, 2014, 2015, 2016, 2017, 2018, 2019, 2020
- Lliga serbo-montenegrina: 
  - Campions (4): 2003, 2004, 2005, 2006
- Copa serbo-montenegrina
  - Campions (3): 2004, 2005, 2006
- Copa iugoslava
  - Campions (2): 1958, 1959